# Wait a Minute!
Singles par Willow Smith
Why Don't You Cry
(2015) Romance
(2017)
Wait a Minute ! est un single de Willow Smith, extrait de son premier album Ardipithecus. Il est sorti aux côtés de son album parent par Roc Nation et Interscope Records, le 11 décembre 2015.
Les paroles de la chanson ont été écrites par Willow, tandis que la musique et la production ont été gérées par le producteur James Chul Rim.

## Accueil
"Wait a Minute !" a connu peu de succès lors de sa sortie en 2015. Ce n'est que quatre ans plus tard qu'il a commencé à gagner du terrain. Au printemps 2019, le morceau a inspiré le défi de danse #HereRightNow sur la plateforme de médias sociaux TikTok, où il est devenu viral. 
Au printemps 2022, le morceau a connu un regain de popularité après qu'un remix accéléré soit devenu viral sur TikTok, atteignant le Top 40 dans des pays comme l'Australie, la Nouvelle-Zélande et les Pays-Bas,,,.

## Personnel
- Willow - interprète, auteur-compositeur
- James Chul Rim - producteur

## Classement du single
| Pays                                 | Meilleure position |
| ------------------------------------ | ------------------ |
| Australie (ARIA)                     | 25                 |
| Belgique (Flandre Ultratip 100)      | 23                 |
| France (SNEP)                        | 198                |
| Global 200                           | 43                 |
| Grèce (IFPI)                         | 94                 |
| Lituanie (AGATA)                     | 19                 |
| Nouvelle-Zélande (RMNZ)              | 24                 |
| Pays-Bas (Single Tip)                | 14                 |
| Portugal (AFP)                       | 81                 |
| Royaume-Uni (UK R&B Chart)           | 21                 |
| Suède Heatseeker (Sverigetopplistan) | 11                 |
| Suisse (Schweizer Hitparade)         | 85                 |